# Giorgia (cantante 1941)
Giorgia Monese, meglio conosciuta come Giorgia (Garda, 1941), è una cantante italiana.

## Biografia
Nipote del maestro Jan Langosz (autore delle canzoni Caccia al tesoro, Che pasticcio la grammatica e Tre civette sul comò dello Zecchino d'Oro 1965, arrangiatore di due canzoni francesi interpretate da Georges Moustaki, autore postumo della musica della canzone Quand tu t'en iras di Murray Head ed arrangiatore insieme a Danilo Aielli del brano Bucatini Disco Dance interpretato nel 2000 da Paolo Bonolis e Luca Laurenti), inizia ad esibirsi nei locali della sua città con il complesso I Ventenni, composto da cinque elementi tra cui il fratello Giorgio alla chitarra (mentre Giorgia, oltre a cantare, suona il pianoforte).
Scoperta da Aldo Pagani, ottiene un contratto discografico con la Astraphon, con cui pubblica i primi dischi; nel 1960 partecipa al Festival di Pesaro con Richiami d'amore.
Nel 1961 partecipa alla Sei giorni della canzone con Lady Peccato (che è la sua canzone più nota), classificandosi al terzo posto.
Continua l'attività per tutto il decennio, fino al ritiro a vita privata.
Tra le altre sue canzoni, Gioiello d'Italy, scritta per il testo da Luciano Beretta e per la musica dallo stesso Langosz.
All'estero i suoi dischi furono pubblicati con la denominazione "Giorgia Y Su Conjunto"

## Discografia parziale

### Singoli
- 1960 – Tre piccole note/Cento rose (Astraphon, PN 4087)
- 1960 – Lady Peccato/Tre piccole note (Astraphon, PN 4089)
- 1961 – Frontiere/Lady Peccato (Meazzi, M 01109)
- 1962 – Angelo celeste/Due sigarette (Fox, N.A F 15027; inciso come Giorgetta Monese)